# 얼룩무늬땃쥐
얼룩무늬땃쥐(Diplomesodon pulchellum)는 땃쥐류의 일종으로 투르크메니스탄과 우즈베키스탄의 카스피해 동쪽 연안 저지대 지역에서 발견된다. 몸길이는 5~7cm까지 자라며, 주로 밤에 곤충이나 도마뱀을 포식한다. 얼룩무늬땃쥐속(Diplomesodon)의 현존하는 유일종이다. 2011년 체크(A. Cheke)는 19세기 기록에 기초하여, 멸종된 것으로 추정하는 "손네라트땃쥐"(Diplomesodon sonnerati)라는 신종을 기술하였다.